# 2437 Amnestia
2437 Amnestia è un asteroide della fascia principale. Scoperto nel 1942, presenta un'orbita caratterizzata da un semiasse maggiore pari a 2,1885248 UA e da un'eccentricità di 0,1476388, inclinata di 2,94266° rispetto all'eclittica.